# Richard Brenner
Richard Brenner (Merseburg, 1833 – Zanzibar, 1874) è stato un esploratore tedesco.
Di lui si ricordano due spedizioni: dal 1866 al 1868 esplorò la Somalia e dal 1869 al 1872 il Golfo Persico.